# Orlando Trustfull
Orlando Samuel Trustfull (* 4. August 1970 in Amsterdam, Niederlande) ist ein niederländischer ehemaliger Fußballspieler, der in der Eredivisie unter anderem für Feyenoord aus Rotterdam und Vitesse aus Arnheim sowie in der Premier League für Sheffield Wednesday aktiv war. Er machte zwei Länderspiele mit der niederländischen Nationalmannschaft.

## Vereinskarriere
In seiner Heimatstadt Amsterdam spielte Trustfull in Jugendmannschaften von De Rivalen, Blauw-Wit und AFC Ajax, hier gemeinsam mit Bryan Roy. Mit 18 Jahren erhielt der vorzugsweise halbrechts im offensiven Mittelfeld eingesetzte Spieler einen Vertrag beim HFC Haarlem und machte in seiner ersten Saison im Profifußball 14 Spiele in der Ehrendivision. Nach dem Abstieg des HFC 1990 wechselte er zur Schiedamse VV. Hier spielte er eine Saison und blieb auch, nachdem der Verein mit Dordrecht’90 zu SVV/Dordrecht’90 fusioniert worden war. Am 23. August 1991 erzielte er für den Club sein erstes Tor im Profifußball; es war das 2:1 beim 6:1-Sieg gegen VVV-Venlo.
Noch vor Ende der Saison 1991/92 wechselte Trustfull zum FC Twente nach Enschede, wo er ab März noch neun Spiele in der Eredivisie absolvierte und dabei ein Tor erzielte. Vor der Meisterschaftssaison 1992/93 holte ihn Feyenoord nach Rotterdam. Nach zwei Jahren als Ergänzungsspieler unter Trainer Willem van Hanegem gelang es ihm in der Spielzeit 1994/95, einen Stammplatz zu erobern. Mit van Hanegems Nachfolger Arie Haan kam er nicht gut zurecht, so dass er zur Saison 1996/97 für £750.000 Ablöse einen Vertrag beim englischen Erstligisten Sheffield Wednesday unterzeichnete, bei dem bereits sein ehemaliger Rotterdamer Vereinskamerad Regi Blinker spielte. In Sheffield konnte er sich jedoch nicht durchsetzen und kehrte nach einem Jahr in die Niederlande zurück.
Bei Vitesse Arnheim hatte er 1997/98 eine Saison als Stammspieler mit 30 Einsätzen, in denen er vier Tore erzielte, ehe ihn diverse Verletzungen zurückwarfen. In der Saison 2001/02 wurde er – wie unter anderem auch Dragoslav Jevrić – in die zweite Mannschaft zurückgestuft, nach der Saison beendete er seine Laufbahn.
Nach vier Jahren, in denen Trustfull sich vor allem seiner Familie widmete, kehrte er 2006 zum Fußball zurück; seither arbeitete er im Trainerstab in der Jugendabteilung von Sparta Rotterdam und seit 2010 von Ajax Amsterdam.

### Stationen
im Profifußball:
- HFC Haarlem (Eredivisie 1989/90, 14 Einsätze/kein Tor)
- SVV und SVV/Dordrecht’90 (Eredivisie 1990–1992, 50/1)
- FC Twente (Eredivisie 1992, 9/1)
- Feyenoord (Eredivisie 1992–1996, 78/13; Europapokal der Pokalsieger 12/3)
- Sheffield Wednesday (Premier League 1996/97, 19/3)
- Vitesse Arnheim (Eredivisie 1997–2001, 53/6; UEFA-Pokal 6/1)

## Nationalmannschaft
Nachdem er sich in die Stammformation von Feyenoord gespielt und im Europapokal unter anderem gegen Werder Bremen bereits internationale Erfahrung gesammelt hatte, wurde Trustfull im September 1995 in den Kreis der Nationalmannschaft berufen. In der EM-Qualifikation kam er am 6. September 1995 zu seinem ersten Einsatz in Oranje. Gegen Belarus in De Kuip wechselte Bondscoach Guus Hiddink ihn in der 71. Minute für Verteidiger Michael Reiziger ein. Zwölf Minuten später gab er den entscheidenden Pass, den Youri Mulder zum 1:0-Siegtreffer verwandelte.
Im nächsten Qualifikationsspiel im Ta’ Qali-Stadion gegen Malta kam Trustfull am 11. Oktober 1995 zum Einsatz, erneut jedoch nur als Auswechselspieler, dieses Mal für Danny Blind in der 80. Minute. Nach diesem Match stand er noch einige Male im Kader, wurde jedoch für die EM in England nicht berücksichtigt. Er selbst erklärte das später damit, dass er „einen Dennis Bergkamp, einen Ronald de Boer“ auf seiner Position im offensiven Mittelfeld vor sich hatte. „Mit jemandem wie Bergkamp vor einem brauchte man sich als Trustfull keine Illusionen zu machen.“ Die beiden Einsätze 1995 blieben somit seine einzigen Länderspiele.

## Privates
Trustfull ist verheiratet mit der niederländischen Fernsehmoderatorin Quinty Trustfull; das Paar hat zwei Kinder.